# Cimitero monumentale di Perugia
Il cimitero monumentale di Perugia è situato in via Enrico dal Pozzo, nelle vicinanze della chiesa templare di San Bevignate.

## Storia
Creato sul progetto di Francesco Lardoni e Alessandro Arienti, venne inaugurato nel 1849 dall'arcivescovo Gioacchino Pecci, futuro Leone XIII.

## Descrizione
La parte propriamente monumentale si articola su tre viali che partono dall'entrata principale (ingresso monumentale, opera di Alessandro Arienti datata 1874) e vanno a confluire negli spazi per i campi comuni, insieme allo spazio per cittadini illustri, circondati dalle gallerie monumentali con i sepolcri gentilizi.
Poco più avanti è la cappella della Confraternita della Misericordia, opera dell'ingegnere Nazareno Biscarini e degli scultori Francesco Biscarini e Raffaele Angeletti, datata 1888 circa.
Proseguendo i viali terminano con il monumento ai Caduti opera dello scultore Ettore Salvatori, del 1875.  Particolarmente significativi sono i monumenti funebri e le cappelle gentilizie di importanti famiglie perugine molte delle quali sono una vera e propria storia della scultura e dell'architettura specialmente liberty di epoca tra 1800 ed il 1900.
Di particolare interesse storico ed architettonico è la cappella Vitalucci, opera dello scultore Romano Mignini del 1892, forgiata come piramide egizia.
Il tempio crematorio è del 1895 su progetto del 1884 e contiene al centro l'urna cineraria di Ariodante Fabretti.
Una parte del campo comune è dedicata ai personaggi illustri della città. Il cimitero è diviso anche in base alla religione del defunto: cristiana, ebraica, islamica, bahá'í, rispettando le regole di inumazione delle religioni stesse.

## Opere d'arte
- Monumento ai Caduti del XX Giugno, Ettore Salvatori, 1875.
- Chiesa della Confraternita della Misericordia, Nazareno Biscarini, Francesco Biscarini e Raffaele Angeletti, 1888 circa.
- Piramide della Cappella Vitalucci, Romano Mignini, 1892.
- Cappella Cesaroni, Ulpiano Bucci.
- Maternità, Tomba Spagnoli.
- Fregio della Cappella Teatini, Angelo Biscarini.
- Monumento funebre di Giulia Liscardi (cappella Riccardo Schanbl-Rossi), Pietro Canonica[1].
- Angelo che scrive la parola Pax, tomba Calderoni, Ferruccio De Ranieri e suo figlio Lelio De Ranieri.
- Busto della poetessa Maria Alinda Bonacci Brunamonti, Romano Mignini e suo figlio Venusto Mignini.

## Personaggi illustri
- Bourbon di Sorbello (famiglia)
- Francesco Guardabassi (1793 - 1871), patriota e politico
- Sebastiano Purgotti (1799 - 1879), chimico, matematico e filosofo
- Francesco Ansidei (1804 - 1873), scacchista
- Luigi Bonazzi (1811 - 1879), storico e attore teatrale
- Ariodante Fabretti (1816 - 1894), storico e politico
- Maria Alessandrina Bonaparte Valentini (1818 - 1874), nipote di Napoleone
- Reginaldo Ansidei (1823 - 1892), politico
- Luigi Carattoli (1825 - 1894), pittore e conservatore dei beni culturali[2]
- Federico Faruffini (1833 - 1869), pittore e incisore
- Ulisse Rocchi (1836 - 1919), politico
- Ferdinando Cesaroni (1836 - 1912), imprenditore e politico
- Maria Alinda Bonacci Brunamonti (1841 - 1903), poetessa
- Cesare Fani (1844 - 1914), politico, patriota e avvocato
- Francesco Innamorati (1853 - 1923), avvocato, politico e studioso di diritto
- Icilio Vanni (1855 - 1903), filosofo e sociologo
- Guglielmo Miliocchi (1873 - 1958), politico e patriota
- Gerardo Dottori (1884 - 1977), pittore
- Canzio Pizzoni (1885 - 1969), presbitero e teologo
- Arturo Checchi (1886 - 1971), pittore
- Amedeo Fani (1891 - 1974), politico, avvocato e pubblicista
- Dino Lilli (1898 - 1971), architetto
- Aldo Capitini (1899 - 1968), filosofo, politico e antifascista
- Mario Spagnoli (1900 - 1977), imprenditore
- Mario Angelucci (1903 - 1965), politico
- Alberto Apponi (1906 - 1977), scrittore, politico e antifascista
- Walter Binni (1913 - 1997), critico letterario, politico e antifascista
- Romeo Mancini (1917 - 2003), pittore e scultore
- Spartaco Ghini (1933 - 2004), imprenditore e dirigente sportivo
- Mario Grecchi (1926 - 1944), partigiano
- Lino Spagnoli (1927 - 1986), imprenditore, pilota motonautico e dirigente sportivo
- Franco D'Attoma (1923 - 1991), imprenditore e dirigente sportivo
- Umberto Ginocchietti (1940 - 2014), stilista e imprenditore
- Tullio Seppilli (1928 - 2017), antropologo
- Ilario Castagner (1940 - 2023), calciatore, allenatore e dirigente sportivo
- Alfredo De Poi  (1945 - 2010), politico
- Paolo Rossi (1956 - 2020), calciatore (solo cremato, le ceneri riposano al cimitero di Bucine, in provincia di Arezzo)[3]